# روميو الورشا
روميو الورشا هو ممثل وممثل صوت لبناني.

## فيلموغرافيا

### تلفاز
- نقطة حب. 2010

### مسرحيات
- انتقام.[1] 2015
- وحده.[2] 2009

### أدوار الدبلجة
- تشيكن ليتل (فيلم 2005) (النسخة العربية الفصحى)
- سيارات - رامون (النسخة العربية الفصحى)
- سيارات 2 - غريم، رامون (النسخة العربية الفصحى)
- عائلة روبنسون - كارل (النسخة العربية الفصحى)
- العم جدو
- مستر بين
- عرض توم وجيري (مسلسل 2014) - ريك
- عالم غامبول المدهش - غامبول (الصوت الثاني)
- ميلو ورحلة الإنقاذ - والد ميلو

## وصلات خارجية
- روميو الورشا على موقع IMDb (الإنجليزية)